# Lưu Long (tướng)
Lưu Long (giản thể: 刘隆; phồn thể: 劉隆; bính âm: Liú Lóng, ? – 57), tên tự Nguyên Bá (元伯), người Nam Dương , tướng lĩnh, hoàng thân, khai quốc công thần nhà Đông Hán, một trong Vân Đài nhị thập bát tướng.
Ông được biết đến trong lịch sử Việt Nam với vai trò là phó tướng cùng Phục Ba tướng quân Mã Viện đánh bại Hai Bà Trưng.

## Cuộc đời

### Đi theo Lưu Tú
Lưu Long có họ hàng với An Chúng hầu Lưu Đan (劉丹), con trai của Trường Sa Định vương Lưu Phát (刘发). Năm 6, cha Lưu Long là Lưu Lễ (劉礼) cùng Lưu Sùng (劉崇) từng khởi binh chống Vương Mãng, sự việc bị tiết lộ, liên lụy đến cả nhà. Lưu Long chưa đến 7 tuổi, nên được tha chết.
Lưu Long du học ở Trường An từ khi còn bé, khi trưởng thành được Canh Thủy đế Lưu Huyền bái làm Kỵ đô úy . Lưu Long an trí vợ con ở Lạc Dương.
Nghe tin Lưu Tú đang ở Hà Nội, Lưu Long đuổi theo đến Xạ Khuyển thì bắt kịp, được Lưu Tú bái làm Kỵ đô úy. Lưu Tú ở Hà Bắc dựng riêng một ngọn cờ, đối lập với chính quyền Canh Thủy. Lưu Long theo Phùng Dị đến Lạc Dương đánh trả quân đội của Canh Thủy, vợ con Lưu Long bị tướng giữ thành là Lý Dật (em họ Lý Thông) giết hại.
Năm 26, Lưu Long được phong làm Kháng Phụ hầu (亢父侯).

### Công thần Đông Hán
Tháng 8 năm 28, Lưu Long được bái làm Tru Lỗ tướng quân (誅虜将軍), theo Mã Thành tiến đánh Lý Hiến đã xưng đế ở Hoài Nam. Tháng 9, quân Hán vây Lý Hiến ở huyện Thư . Tháng giêng năm 30, thành Thư bị hạ, Lý Hiến bỏ trốn, bị bộ hạ sát hại. Sau đó, Lưu Long được phái đến Vũ Đương  thuộc Kinh Châu, đóng quân làm ruộng.
Năm 35, Lưu Long làm Thái thú Nam quận, được hơn năm, triều đình giao lại ấn thụ tướng quân. Năm 37, được tăng thực ấp, phong làm Cảnh Lăng hầu (竟陵侯).
Bấy giờ, người ta khai khẩn ruộng vườn đều không báo lên con số thật. Việc đăng ký hộ khẩu cũng đắp đổi cho nhau mà che giấu. Năm 39, Hán Quang Vũ đế hạ chiếu kiểm tra ruộng đất, sau 6 tháng thi hành, phát hiện có nhiều sai trái, nên hạ lệnh nghiêm trị những quan lại đo ruộng không đúng. Kết quả là Lưu Long bị hạ ngục, đồng bọn bị tội chết đến vài mươi người. Quang Vũ đế niệm tình Long là công thần, chỉ phế làm thứ dân.

### Đàn áp khởi nghĩa
Theo Hậu Hán thư, phần liệt truyện: năm 40, Lưu Long được phong làm Phù Nhạc hương hầu (扶乐乡侯), làm Trung lang tướng theo Phục ba tướng quân Mã Viện đàn áp Hai Bà Trưng ở Giao Chỉ. Lưu Long đánh bại nghĩa quân ở Cấm Khê  (hoặc Kim Khê) thuộc huyện Mê Linh. Long chém được hơn ngàn thủ cấp, thu hàng 2 vạn người. Sau khi thành công trở về, Long được phong Trường Bình hầu.
Khi Đại tư mã Ngô Hán qua đời, Lưu Long được làm Phiêu kỵ tướng quân (驃騎将軍), giữ chức Đại tư mã. Long giữ chức 8 năm, triều đình giao lại ấn thụ tướng quân, bãi miễn chức vụ, ban cho bò sữa, 10 hộc rượu nếp, cho làm Liệt hầu, chỉ khi được triệu mới vào triều.
Năm 54, Lưu Long được phong Thận hầu (慎侯). Năm 57, Lưu Long chết, thụy hiệu là Tĩnh hầu (靖侯). Con là Lưu An kế tự.